# Katja Wächter
Katja Wächter (Lipsia, 28 gennaio 1982) è una schermitrice tedesca, vincitrice di una medaglia di bronzo ai campionati mondiali di scherma.

## Palmarès
In carriera ha conseguito i seguenti risultati:
- Mondiali di scherma

Adalia 2009: bronzo nel fioretto a squadre.
- Europei di scherma

Plovdiv 2009: argento nel fioretto individuale.
Lipsia 2010: argento nel fioretto a squadre.
Sheffield 2011: bronzo nel fioretto a squadre.